# Mary Washburn
Mary Washburn (Mary T. Washburn; * 4. August 1907 in Hudson Falls, New York; † 2. Februar 1994 in Weymouth, Massachusetts) war eine US-amerikanische Sprinterin.
Bei den Olympischen Spielen 1928 in Amsterdam gewann sie die Mannschafts-Silbermedaille in der 4-mal-100-Meter-Staffel zusammen mit ihren Teamkolleginnen Jessie Cross, Loretta McNeil und Betty Robinson, hinter dem Team aus Kanada und vor dem Team aus Deutschland.